# Nushahr
Nūshahr o Noshahr (farsi نوشهر) è il capoluogo dello shahrestān di Nushahr, circoscrizione Centrale, nella provincia del Mazandaran in Iran. Aveva, nel 2006, una popolazione di 40.578 abitanti. La città, che si chiamava anticamente Khajak e poi Habib Abad, è un importante porto sul mar Caspio e si trova ad est di Chalus.